# Абдурахман Нафиз Гюрман (квартал)
„Абдурахман Нафиз Гюрман“ (на турски: Abdurrahman Nafiz Gürman) е квартал на Истанбул, разположен в околия Гюнгьорен. Общата му площ е 0,72 км2. Според данни на Адресната система за регистриране на населението (ABPRS) към 2023 г. населението на „Абдурахман Нафиз Гюрман“ е 20 854 жители.